# Guy d'Arcangues
Pour les articles homonymes, voir Arcangues.
Guy d’Arcangues, né le 31 mai 1924 à Paris et mort le 22 septembre 2004 à Biarritz,, est un romancier et poète français.

## Biographie

### Famille
Guy d’Arcangues est le fils de Pierre d’Arcangues (1887-1973), qui fut, durant quarante années le maire du bourg du Pays basque français qui porte son nom et dont il contribua activement à modifier le visage, et de Maria Luisa de Aramayo.
Gustave Chaix d'Est-Ange écrit que cette famille remonte sa généalogie de manière sûre à l'année 1516. En 1782 le roi Louis XVI l'autorisa à porter le titre espagnol de marquis d'Iranda à la suite d'une alliance. En 1789 elle participa aux assemblées de la noblesse du Labourd. En 1863 l'empereur Napoléon III confirma l'autorisation du titre de marquis d'Iranda. Celui de marquis d'Arcangues est un titre de courtoisie, ni le fief ni le château d'Arcangues n'ayant jamais été érigés en marquisat. Cette famille appartient à la noblesse française.

### Jeunesse
Guy d’Arcangues a été très fortement marqué par les années de guerre. Il n’avait que 17 ans lorsqu’il fut confronté seul aux troupes allemandes venant occuper le château familial. Il évoque cette période dans un roman émouvant, Les Tambours de septembre, paru peu après sa mort. Plus tard, il fut emprisonné au fort du Hâ, à Bordeaux, avant d’être déporté dans un camp de travail en Silésie à la place de son père, également incarcéré. Une pièce de théâtre, Le Héros, et surtout un magnifique récit, Le Silésien, témoignent de cette épreuve.

### Carrière
Après la guerre, Guy d’Arcangues fut le jeune directeur artistique des casinos de Biarritz, avant de devenir journaliste pour Paris Match, Vogue, Le Temps de Paris, Adam ou Jours de France dans les années 1960. Président du comité du tourisme et des fêtes de Biarritz entre 1971 et 1977, il relança l’activité touristique de la ville en invitant des hôtes prestigieux tel que Frank Sinatra.
Acteur essentiel de la gentry basque durant toute la seconde moitié du XXe siècle, Guy d’Arcangues n’a pour autant jamais abandonné l’écriture, se confiant régulièrement, sur près de soixante années, dans un journal intime encore inédit. Mais c’est surtout à travers la poésie qu’il a trouvé sa principale source d’inspiration, s’abandonnant tour à tour à des observations légères et élégantes ou à des descriptions plus contemplatives, qui brossent un autre portrait, tout en nuances, de celui qui se désignait lui-même comme un « opportuniste ».
Guy d'Arcangues repose au cimetière d'Arcangues.

## Principaux ouvrages

### Poésie
- 17 poèmes à la craie de lune, Paris, Seghers, 1954
- Eugenia, Paris, Seghers, 1958
- Le Cheval andalou, Paris, Seghers, 1967
- Madame petit soldat, Éditions De Rache, 1975
- Dialogue, Éditions De Rache, 1981
- La Nuit princesse, Éditions De Rache, 1981
- Châteaux de plâtre, Éditions De Rache, 1982
- Le Jardin à la française, Bordeaux, Opales, 1992
- Pollens-mémoire : aphorismes et poèmes, Opales, 1996

Nombreux poèmes dans la revue Vents et Marées.

### Théâtre
- Le Héros, Bordeaux, Dufourg-Tandrup, 2002

### Romans
- Le Silésien, Paris, Grasset, 1968
- Les Tambours de septembre, Bordeaux, Le Festin, 2006

### Récits, souvenirs
- L'Opportuniste, Biarritz, Atlantica, 1998
- Les Feux de la Saint-Jean, Paris, Séguier, 2000

## Pour approfondir